# روبرتو جيفرسون
روبرتو جيفرسون (بالبرتغالية: Roberto Jefferson‏) هو محامي وسياسي برازيلي، ولد في 14 يونيو 1953 في بتروبوليس في البرازيل. حزبياً، نشط في الحركة الديمقراطية البرازيلية. في 1986 Brazilian parliamentary election ‏، انتخب عضو مجلس النواب البرازيلي ‏ عن دائرة Rio de Janeiro ‏.